# Miguel Martínez del Cerro y Gómez
Miguel Martínez del Cerro y Gómez (Cádiz, 21 de febrero de 1912-la misma ciudad, 11 de junio de 1971) fue un Catedrático de Literatura, escritor y poeta.

## Biografía
Estudió el Bachillerato en el Colegio San Felipe Neri de Cádiz. Viajó desde pequeño por diferentes países europeos: Francia, Italia, Suiza y Alemania. Estudió Derecho en las Universidades de Granada y Sevilla, obteniendo su Licenciatura en esta última ciudad. Pasada la Guerra Civil estudió Filosofía y Letras, sección de Historia, en la Universidad de Sevilla, donde obtiene la Licenciatura. Gana por oposición la Cátedra de Lengua y Literatura Española del Instituto de Santa Cruz de Tenerife, pasando posteriormente al Instituto Columela de Cádiz y al Instituto Santa María del Rosario de esta misma ciudad.
Perteneció a la Acción Católica y a la Asociación Católica de Propagandistas (ACdP). Fue voluntario en el Regimiento de Artillería de Costa de Cádiz, durante la Guerra Civil. Fue miembro del Instituto de Estudios Gaditanos, del Ateneo de Cádiz,  de la Cátedra Adolfo de Castro, de la Cátedra Alfonso X El Sabio, de la Academia de Bellas Artes de Cádiz, de la Academia Hispanoamericana de Cádiz, de la Academia San Dionisio de Jerez, de la Academia San Romualdo de San Fernando y de la Academia Santa Isabel de Hungría de Sevilla.
Estaba en posesión de la Orden de Cisneros y era comendador de la Orden de Alfonso X el Sabio.
Fue Diputado Provincial y Delegado Provincial del Ministerio de Educación en Cádiz. Intervino en la fundación de los Cursos de Verano de la Universidad de Sevilla en Cádiz, ejerciendo el cargo de Director de Estudios. Actuó de cicerone en numerosas visitas a Cádiz, fruto de ese conocimiento de la ciudad fue la publicación de su obra: Un Paseo por Cádiz, primera edición de 1966 y una segunda edición de 2005, publicada por la Real Academia de Bellas Artes de Cádiz con la colaboración de la Comisión C. Thyssen-Bornemisza.
El Ayuntamiento de Cádiz rotuló una plaza, en el Barrio de la Paz, como: "Plaza Profesor Miguel Martínez del Cerro", en reconocimiento y memoria de su labor educativa.
Según José Luis Tejada, profesor de Literatura de la Universidad de Cádiz, “Miguel Martínez del Cerro era un auténtico hombre de Dios. Católico ferviente y ejemplar.....” Estudio y Antología titulada “Un ramo de versos míos”, 1983 Fundación Municipal de Cultura, cátedra Adolfo de Castro.

## Obra
De su trabajo, se podrían destacar las siguientes obras:

### Poesía
- Nave de Piedra, 1941
- Senda Iluminada, 1944
- Canción de la armonía de las cosas, 1944
- Oro y falsa antología de cantos ibéricos, 1948
- Pozo interior, 1953
- Veinte de noviembre, 1955
- El Amigo, 1959
- Mar en la ciudad, 1968
- Mensaje desde el silencio, 1968
- Vía crucis,
- Remolino Azul
- La piedra oculta
- Entre aullidos y estrellas

### Prosa
- Consideraciones sobre los fundamentos estéticos de la poesía, 1948
- González del Castillo, sainetero gaditano,
- Un paseo por Cádiz, 1966

### Teatro
- Paloma
- Hacia el reino soñado
- Mientras Velázquez pintaba
- Dios en la noche
- El Occidente redimido